# Nieuwe Geuzen (regiment)

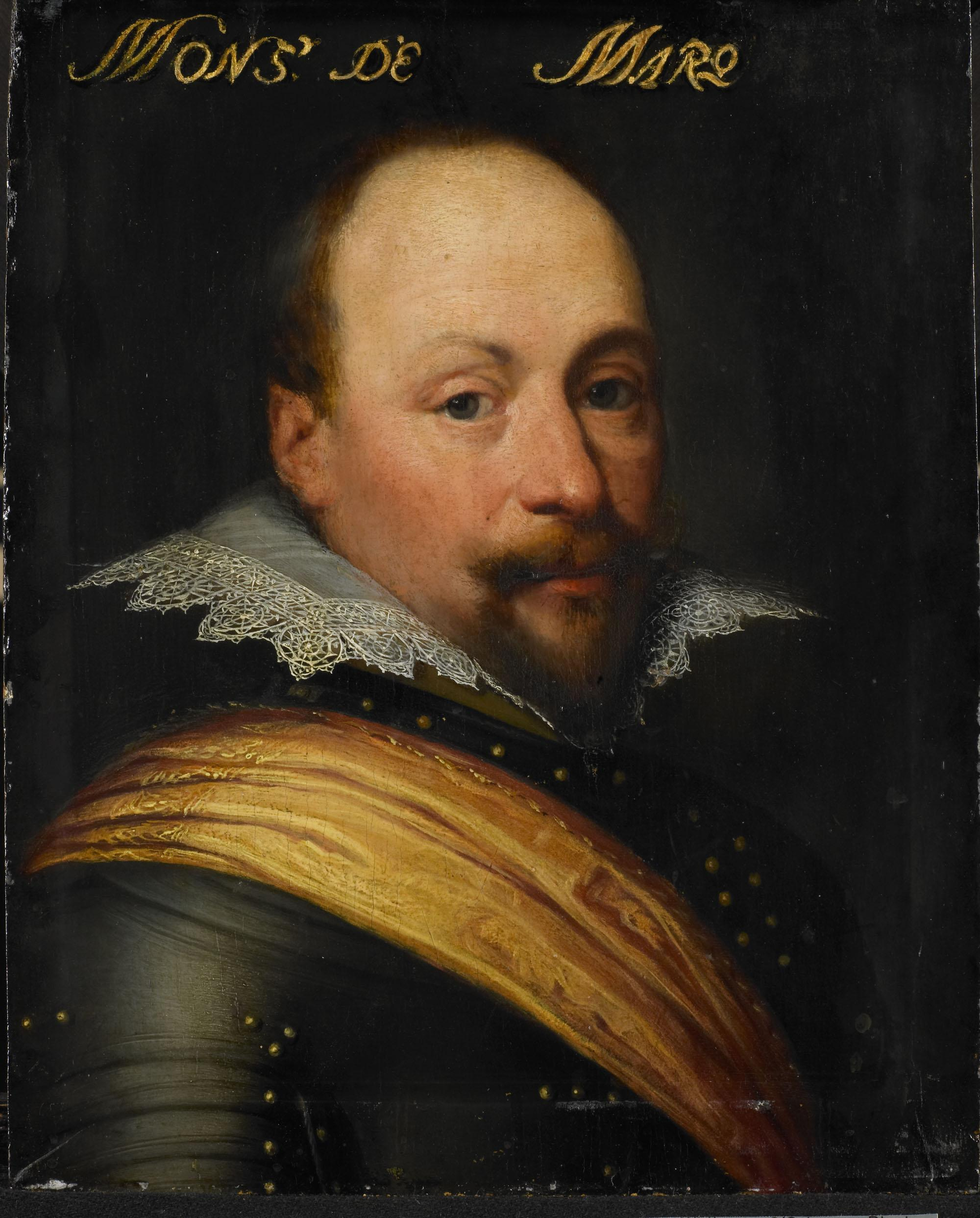
Daniel de Hartaing, ook geschreven als 'de Hertaing', was tijdens de Slag bij Nieuwpoort de feitelijke commandant van de 'Nieuwe Geuzen'.

Nieuwe Geuzen is de naam van een regiment in staatse dienst sinds begin zeventiende eeuw tot aan de oprichting van de Bataafsche Republiek in 1795. Het werd in mei 1600 opgericht na de val van Fort Sint-Andries in Heerewaarden, was elf vendels groot en bestond uit rooms-katholieke Waalse huursoldaten. De naamgeving was afkomstig van de regimentssoldaten. Op zijn Frans noemden ze zich 'Nouveax Gueux'; 'Nieuwe Geuzen' is de Nederlandse vertaling. 
De indertijd zestienjarige graaf Frederik Hendrik van Nassau, de latere Prins van Oranje, werd op 6 mei 1600 in naam aangesteld als hoogste leidinggevende; in de rang van kolonel. Twee maanden later was het regiment actief bij de Slag bij Nieuwpoort. De feitelijke leiding van het regiment bij deze veldslag was in handen van luitenant-kolonel Daniel de Hartaing (ook geschreven als 'de Hertaing'), heer van Marquette en eveneens een Waal.
Het regiment ontstond uit Waalse soldaten in Spaanse dienst die bij de staatse belegering van Fort Sint-Andries in Heerewaarden  in opstand kwamen tegen hun Spaanse officieren, om reden dat ze gedurende de hele belegering van drie jaar geen soldij ontvangen hadden. De muitende soldaten traden vervolgens in overleg met graaf Maurits van Nassau om zich over te geven. Ze stelden voor dat hij hen daarvoor 500.000 gulden zou betalen. Maurits kwam met een tegenbod van 125.000 gulden. Dat werd geweigerd en de strijd werd hervat. Uiteindelijk zwichtten de muiters voor het bod van 125.000 gulden. Als aanvullende eis verlangden ze opgenomen te worden in het staatse leger. Maurits ging akkoord.
Om de Spanjaarden te jennen en zich te onderscheiden, bleven ze hun rode sjerp dragen maar droegen die met opzet verkeerd; in plaats van over de linker-, droegen ze hem over de rechterschouder. Door de buitenwacht werden ze in de wandelgangen 'de Andriesjes' genoemd. De Spanjaarden verklaarden hen vogelvrij. Later noemden ze zich regiment 'Vieux Wallons' (Oude Walen). 
Het regiment bleef in dienst gedurende de hele 17e en 18e eeuw. De commandanten van het regiment waren achtereenvolgens: Van Nassau (1600-1602), De Hertaing van Marquette (1602-1606), Van Nassau-Siegen (1606-1617), De Levin van Famars (1617-1629), Van Nassau (1629-1644), Van Beeveren (1644-1673), Van Utenhove (1673-1679), Van Nassau-Ottweiler (1679-1688), Van der Gracht van l'Ecluse (1688-1695), Van Nassau-Usingen (1695-1701), De Fournier (1707-1710), De Hertaing van Marquette (1710-1723), De Caris (1723-1737), Van Friesheim (1737-1742), Smissaert (1742-1752), Van Lillers (1752-1762), Smissaert (1762-1775), Grenier (1775-1790), De la Bellegarde (1790) en Van Nassau-Usingen (1790).
In 1795 werd het regiment het 1e Bataljon van de 6e Halve Brigade.